# Silvesterkapelle (Virgen)

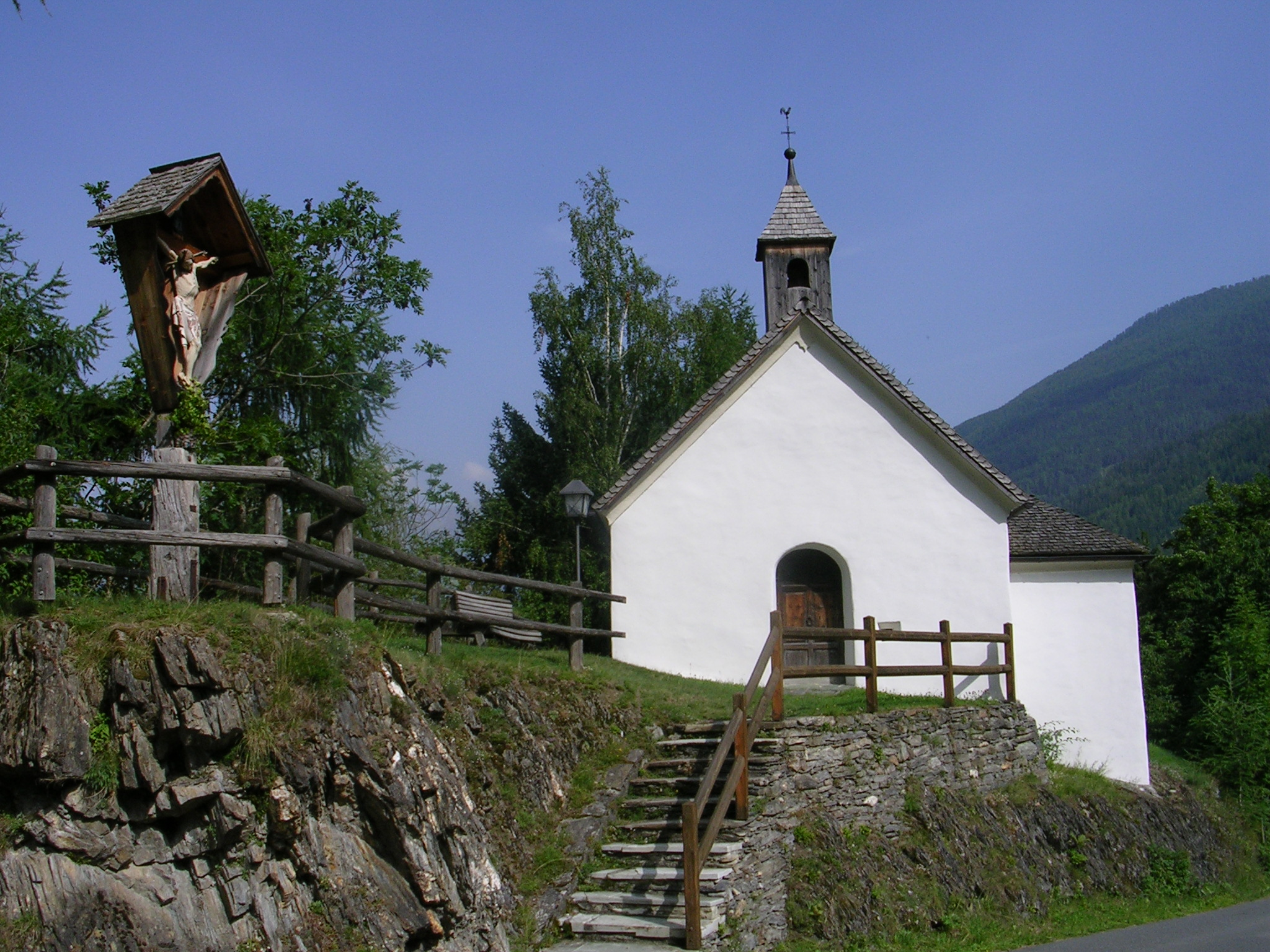
St. Silvester-Kapelle in Welzelach

Die Silvesterkapelle ist eine römisch-katholische Kapelle in der Fraktion Welzelach der Gemeinde Virgen in Osttirol. Die Kapelle ist dem heiligen Bischof Silvester I. geweiht und steht als eines von 24 Objekten der Gemeinde unter Denkmalschutz (Listeneintrag).

## Lage
Die Kapelle liegt unterhalb der Fraktion auf einem kleinen Felssockel über der Iselschlucht an der Verbindungsstraße von Niedermauern nach Welzelach. Sie befindet sich in rund 1180 m ü. A.

## Bauwerk
Die Kapelle wurde im Jahr 1641 erbaut und wurde in einem Dokument der Pfarre Virgen 1822 als baufällig beschrieben. 1895 wurde die Kapelle um eine Sakristei erweitert. Für die bäuerliche Bevölkerung diente die Kirche als Wallfahrtsort, um für das Vieh zu beten.
Die Kapelle besitzt einen rechteckigen Grundriss und einen polygonalen Chor mit 3/8-Schluss. Äußerlich ohne jegliche Gliederung und mit schindelgedecktem Satteldach wird sie lediglich durch den hölzernen Dachreiter akzentuiert, der von Kugel, Kreuz und Wetterhahn bekrönt ist. Der Dachreiter selbst besitzt zudem rundbogige Schallöffnungen und ein schindelgedecktes Pyramidendach. Der Eingang in die Kapelle erfolgt durch ein Rundbogenportal an der westlichen Giebelfront, wobei Treppen von der Straße zur erhöht liegenden Kapelle führen. Neben dem Eingangsportal besteht ein kleines Sichtfenster, die Schrägwände des Chors sind jeweils von einem Rundbogenfenster durchbrochen. Zudem besitzt die Kapelle einen südseitigen, rechteckigen Sakristeianbau mit gewalmten Satteldach.
Der Innenraum wurde ohne Gliederung ausgeführt, die Decke mit Holz verkleidet. Der barocke Hauptaltar stammt aus dem Jahr 1737 und besteht aus gedrehten Säulen, Gebälk, Aufsatz sowie geschwungenem und gebrochenem Giebel. Im Schrein des Hauptaltars findet sich die Figur des Patrons der Kapelle, im Aufsatz ein Bild der heiligen Anna, des heiligen Joachim und Marias.